# Samson (géant de Mariapfarr)
Pour les articles homonymes, voir Samson (homonymie).

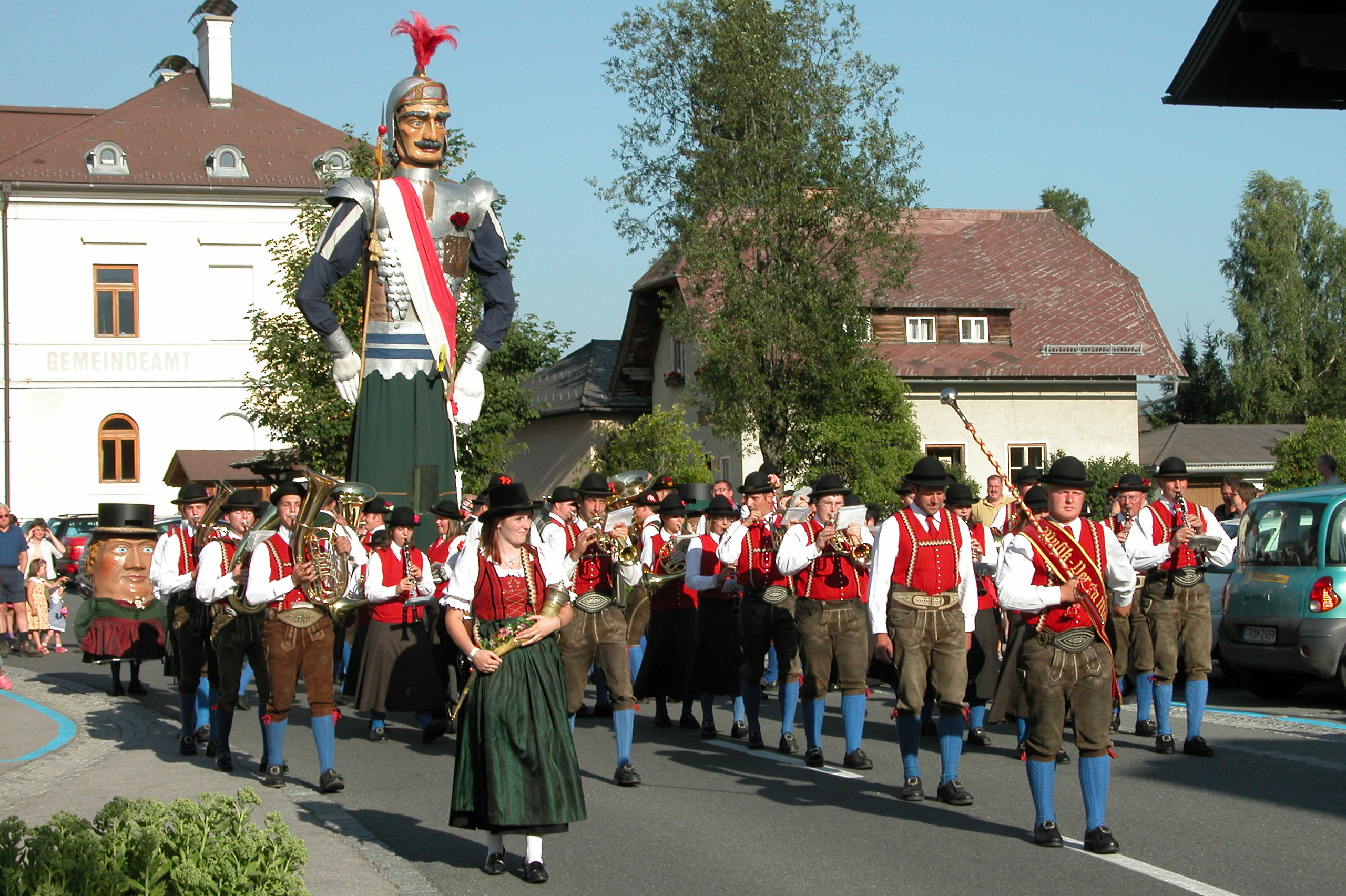
Trachtenmusikkapelle accompagnant Samson

Le géant Samson de Mariapfarr est considéré comme l'emblème du Lungau (Autriche) et symbolise puissance et force. Ses origines remontent au XVIe siècle.
Le géant actuel date de 1935. Des témoignages atteste un Samson en 1914, qui a été brûlé. L'actuel a été fabriqué à l'initiative du curé Stöckl (1928-1936) dont l'objectif était de restaurer l'ancienne coutume à Mariapfarr. Samson fut achevé en 1937, sculpté par le professeur August Schreilechner, artiste local. Des témoins de l'époque estimaient qu'il était horrible ("grausig"). Le personnage, très mince, avait cependant l'avantage d'être peu sensible au vent.
Samson a survécu à la Seconde Guerre mondiale. Lors de la fête de la province, en 1949, on décida la construction d'un nouveau géant. Après une chute au cours de l'été 1949, l'ancien Samson a été irrémédiablement endommagé. Le nouveau géant pesait 105 kilos - 40 de plus que son prédécesseur. On réduisit son poids de 20 kg. La cuirasse fut réalisée en aluminium. Le jour de la Fête-Dieu en 1960, il faillit tomber, entraîné vers l'avant. Depuis, on ne déplore aucun incident. Samson n'a pas de mâchoire d'âne, mais une épée. Il est habituellement visible à la caserne des pompiers où on le remise en dehors des sorties.
Le Samson de Mariapfarr a été le premier à quitter le Lungau pour l'étranger. En 1982, il accepta une invitation à participer à un rassemblement géant à Matadepera, au nord-ouest de Barcelone, en Catalogne. L'année suivante, certains géants de Matadepera se rendirent à leur tour à Mariapfarr. Cela a conduit à un jumelage, célébré en 1984 à Matadepera. Ont suivi de nombreux autres visites réciproques. En 1992, Samson a participé à la deuxième "Trobada Internacional de Gegants".
Exceptionnellement, Samson a dansé en janvier 1996 - c'est-à-dire en dehors de la saison de Samson - à l'inauguration du "Sechsersesselbahn" dans le domaine skiable du Lungau (Fanningberg). Cette sortie fut abondamment critiquée.

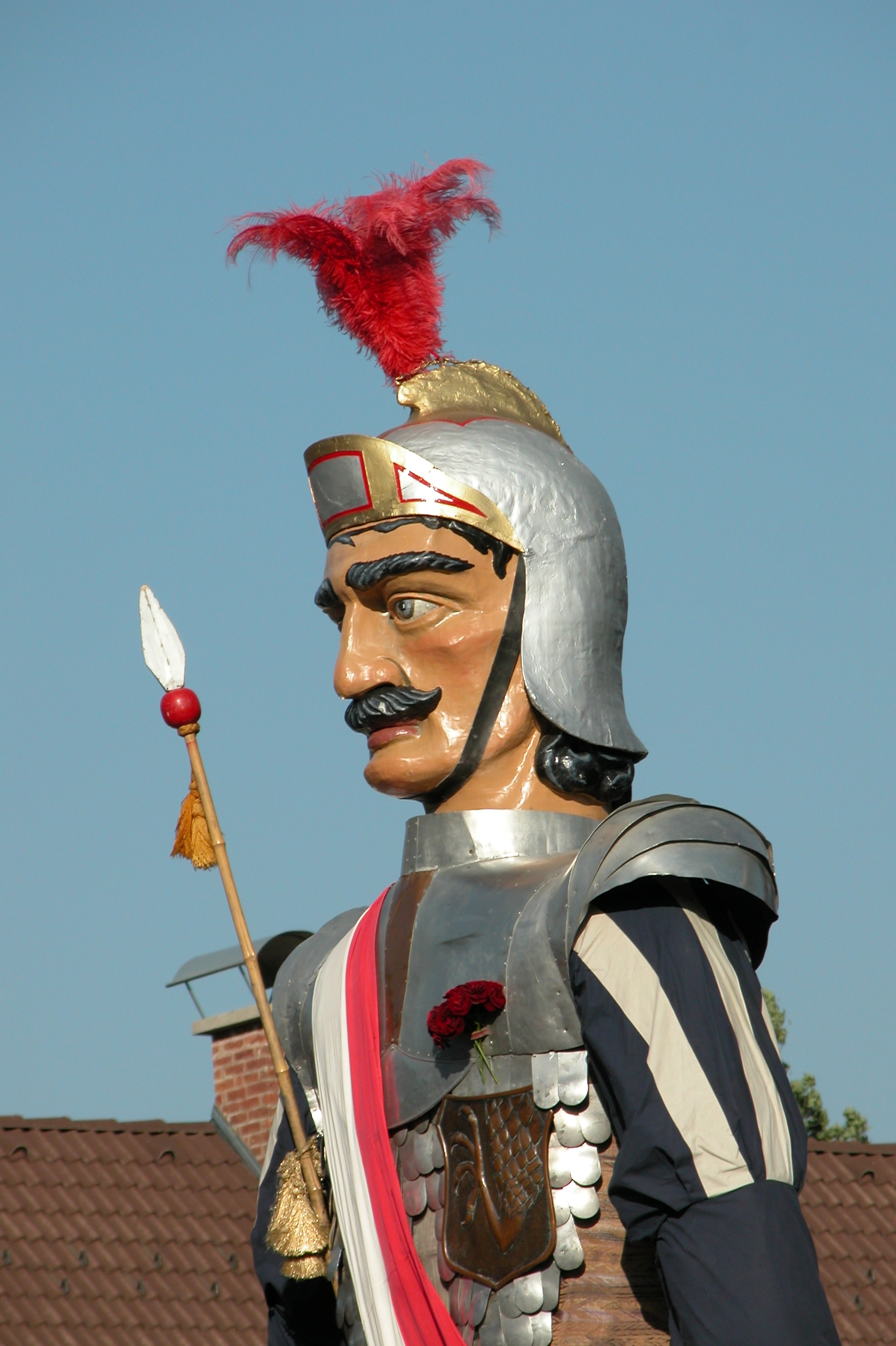
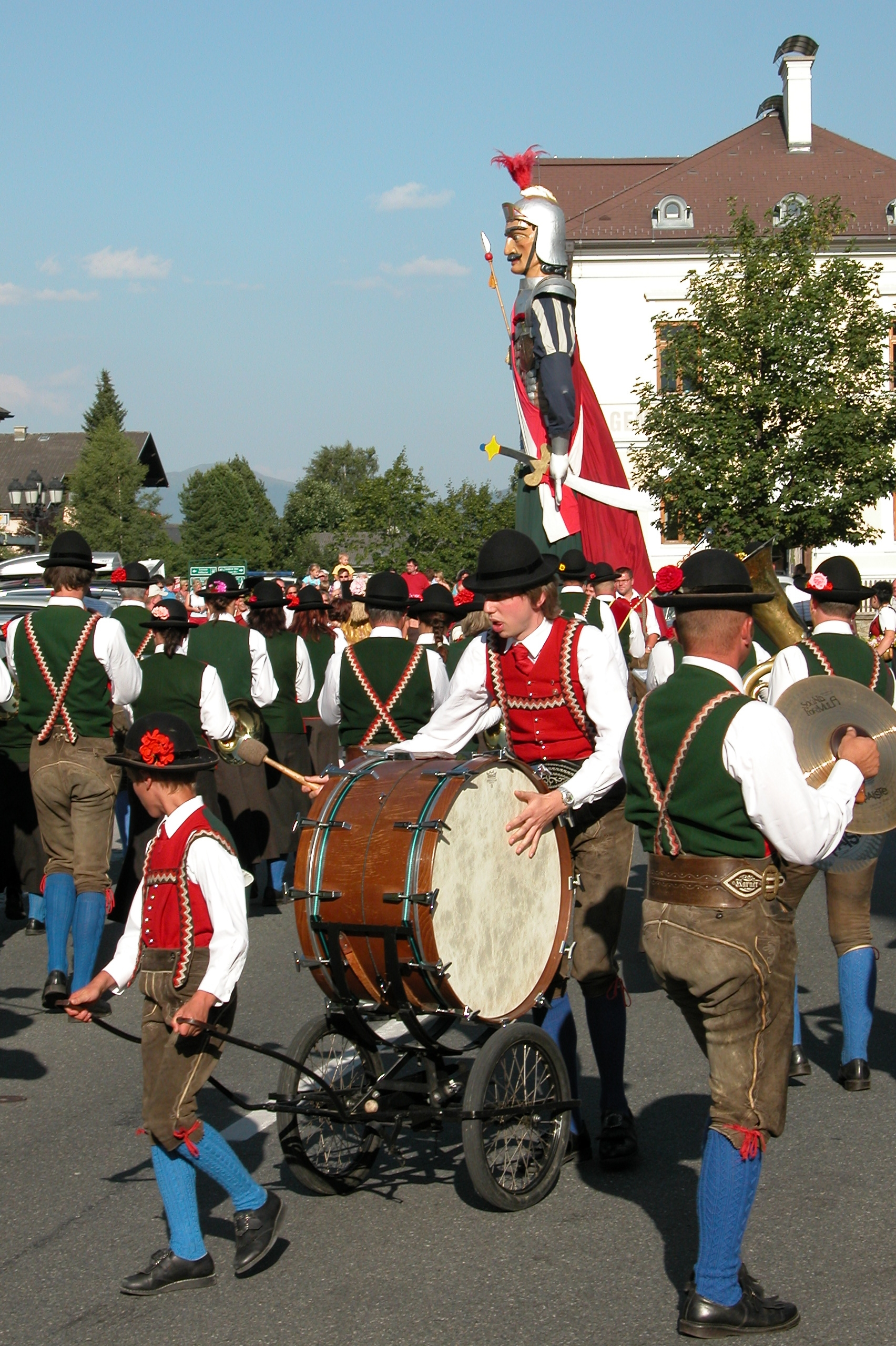
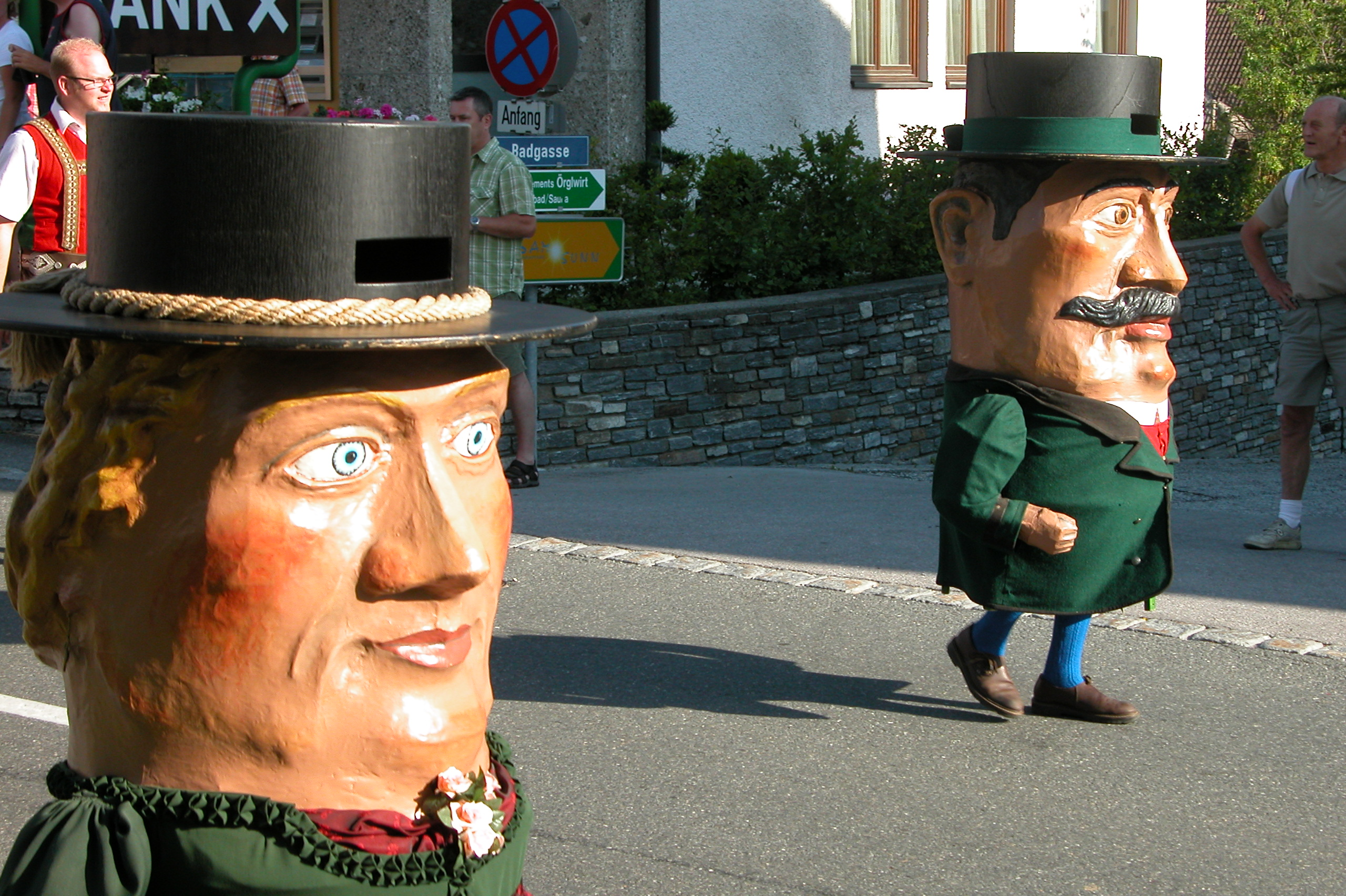
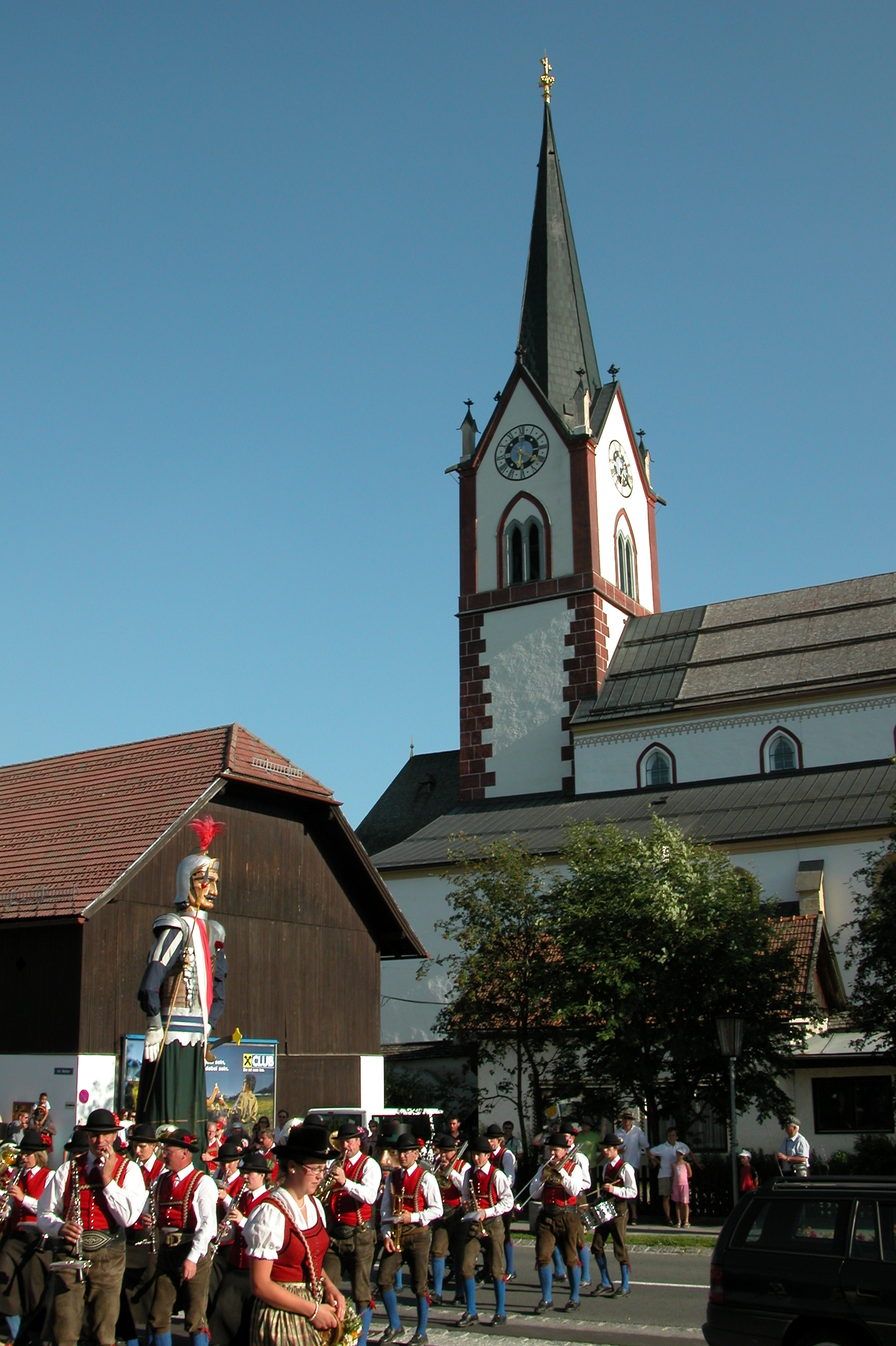
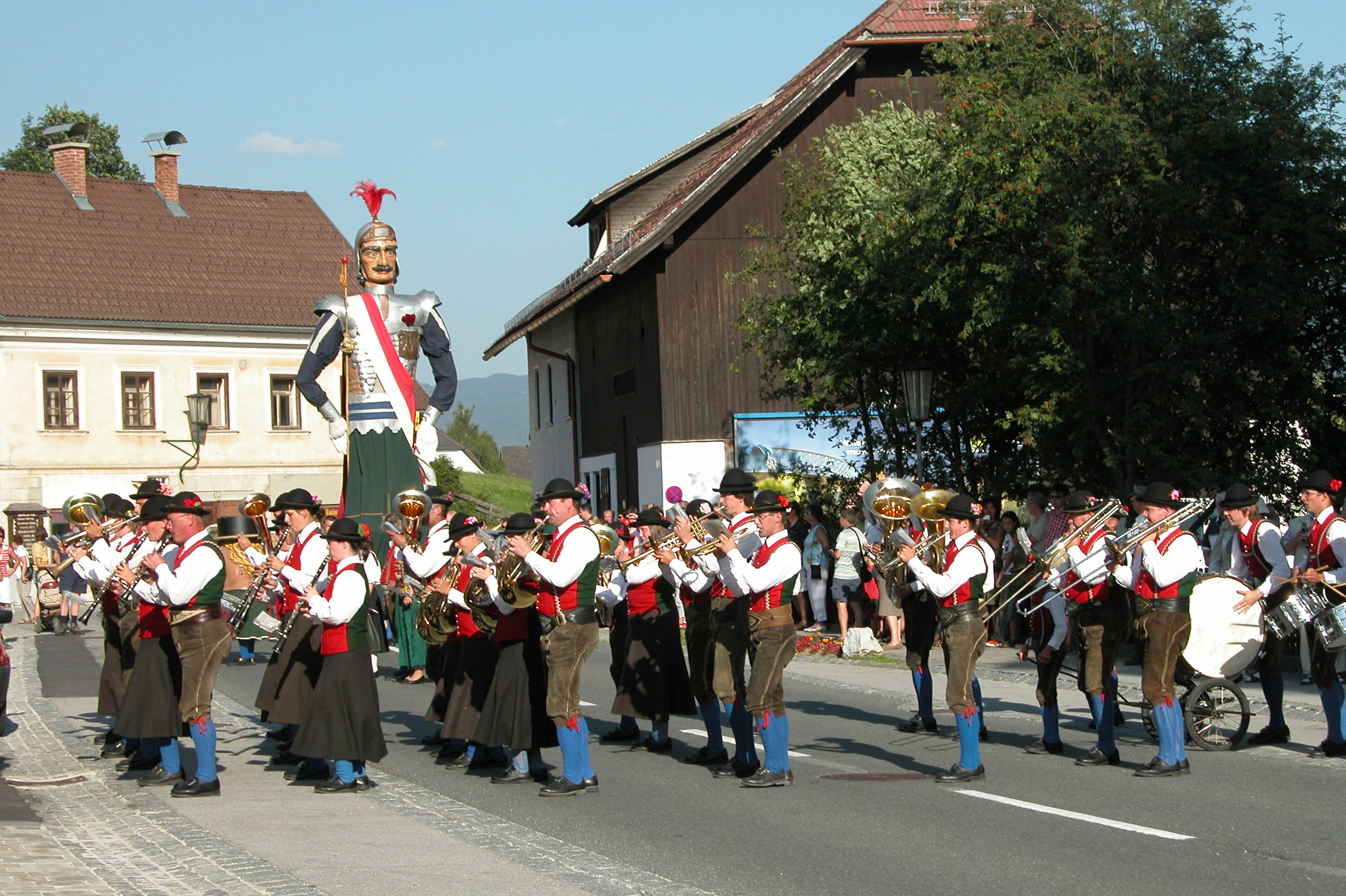
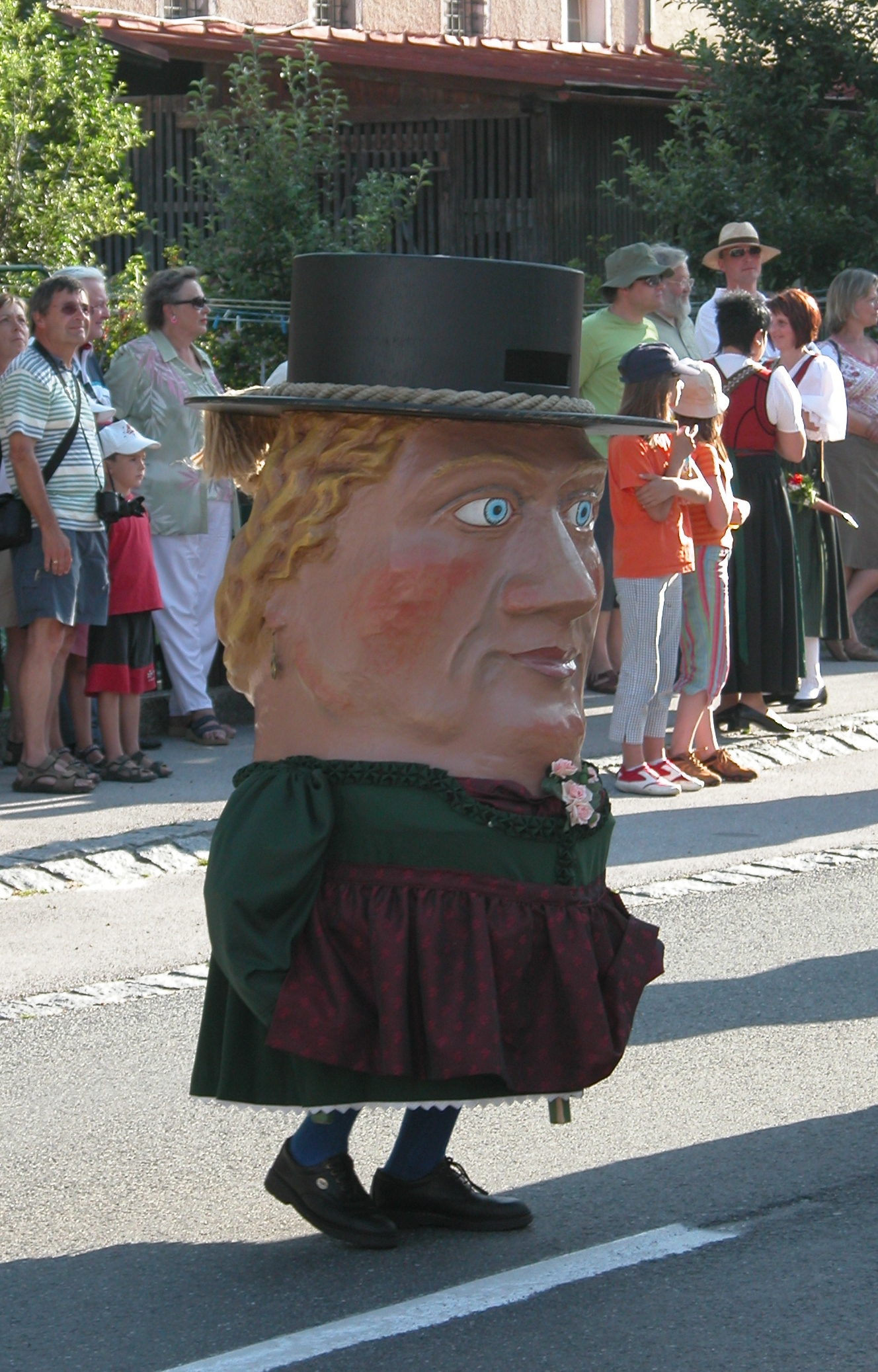
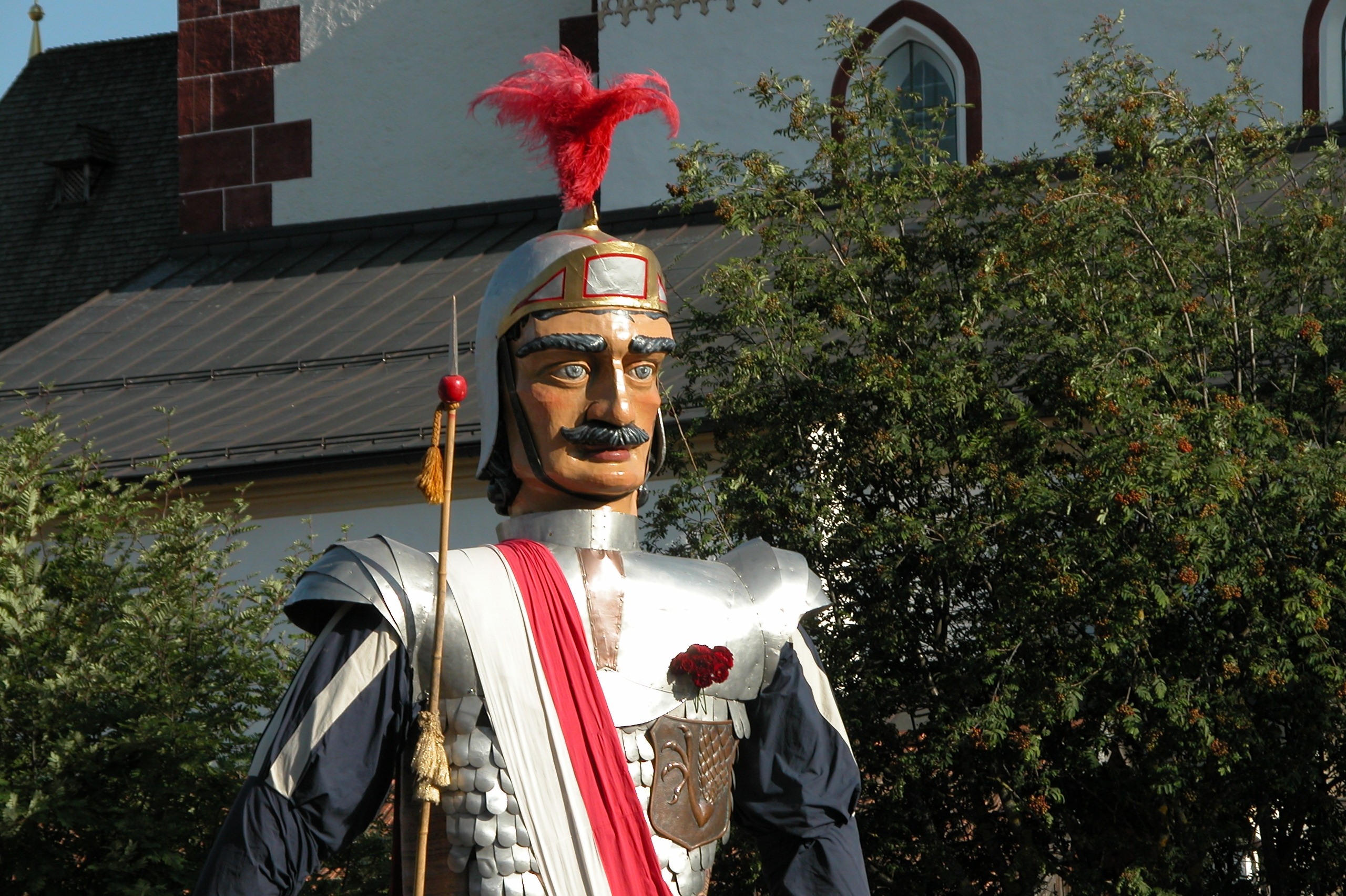
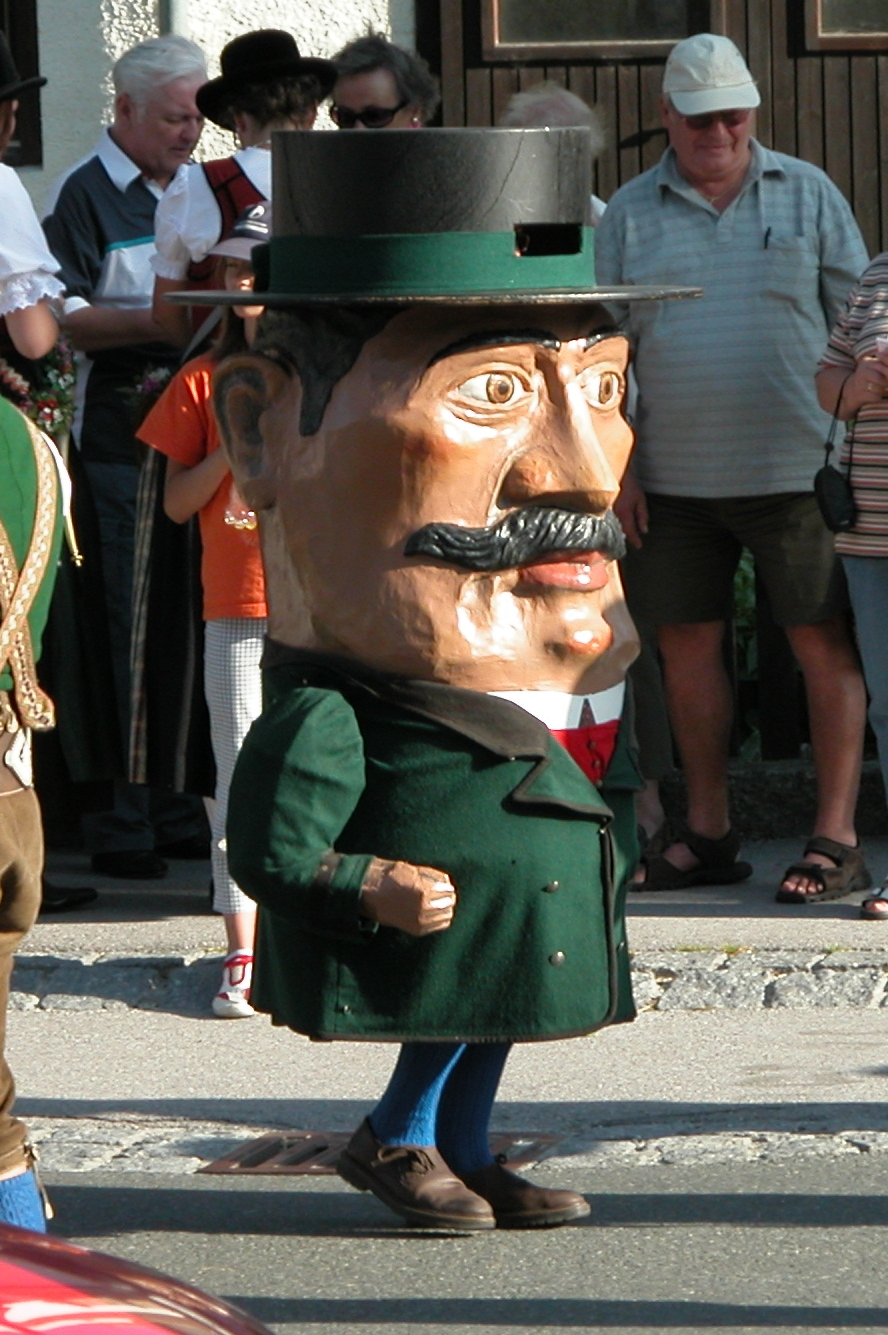